# Équihen-Plage
Équihen-Plage és un municipi francès situat al departament del Pas de Calais i a la regió dels Alts de França. L'any 2007 tenia 2.944 habitants.

## Demografia

### Població
El 2007 la població de fet d'Équihen-Plage era de 2.944 persones. Hi havia 1.081 famílies de les quals 262 eren unipersonals (87 homes vivint sols i 175 dones vivint soles), 290 parelles sense fills, 432 parelles amb fills i 97 famílies monoparentals amb fills.
La població ha evolucionat segons el següent gràfic:
Habitants censats

### Habitatges
El 2007 hi havia 1.342 habitatges, 1.103 eren l'habitatge principal de la família, 201 eren segones residències i 39 estaven desocupats. 963 eren cases i 273 eren apartaments. Dels 1.103 habitatges principals, 622 estaven ocupats pels seus propietaris, 466 estaven llogats i ocupats pels llogaters i 15 estaven cedits a títol gratuït; 4 tenien una cambra, 44 en tenien dues, 224 en tenien tres, 316 en tenien quatre i 514 en tenien cinc o més. 675 habitatges disposaven pel capbaix d'una plaça de pàrquing. A 515 habitatges hi havia un automòbil i a 311 n'hi havia dos o més.

### Piràmide de població
La piràmide de població per edats i sexe el 2009 era:
| Homes | Edats   | Dones |
| ----- | ------- | ----- |
| 0     | 95 o +  | 0     |
| 0     | 90 a 94 | 0     |
| 12    | 85 a 89 | 8     |
| 24    | 80 a 84 | 28    |
| 28    | 75 a 79 | 56    |
| 36    | 70 a 74 | 76    |
| 44    | 65 a 69 | 96    |
| 60    | 60 a 64 | 72    |
| 40    | 55 a 59 | 64    |
| 112   | 50 a 54 | 84    |
| 108   | 45 a 49 | 120   |
| 104   | 40 a 44 | 84    |
| 76    | 35 a 39 | 116   |
| 108   | 30 a 34 | 112   |
| 104   | 25 a 29 | 104   |
| 96    | 20 a 24 | 72    |
| 136   | 15 a 19 | 112   |
| 136   | 10 a 14 | 132   |
| 108   | 5 a 9   | 108   |
| 84    | 0 a 4   | 96    |

## Economia
El 2007 la població en edat de treballar era de 1.889 persones, 1.247 eren actives i 642 eren inactives. De les 1.247 persones actives 1.045 estaven ocupades (605 homes i 440 dones) i 202 estaven aturades (100 homes i 102 dones). De les 642 persones inactives 153 estaven jubilades, 180 estaven estudiant i 309 estaven classificades com a «altres inactius».

### Ingressos
El 2009 a Équihen-Plage hi havia 1.095 unitats fiscals que integraven 2.965 persones, la mediana anual d'ingressos fiscals per persona era de 13.995 €.

### Activitats econòmiques
Dels 43 establiments que hi havia el 2007, 2 eren d'empreses extractives, 2 d'empreses alimentàries, 4 d'empreses de construcció, 8 d'empreses de comerç i reparació d'automòbils, 1 d'una empresa de transport, 6 d'empreses d'hostatgeria i restauració, 1 d'una empresa d'informació i comunicació, 5 d'empreses immobiliàries, 1 d'una empresa de serveis, 9 d'entitats de l'administració pública i 4 d'empreses classificades com a «altres activitats de serveis».
Dels 8 establiments de servei als particulars que hi havia el 2009, 1 era una oficina de correu, 1 paleta, 2 lampisteries, 3 perruqueries i 1 restaurant.
Dels 4 establiments comercials que hi havia el 2009, 1 era una gran superfície de material de bricolatge, 2 fleques i 1 una fleca.
L'any 2000 a Équihen-Plage hi havia 6 explotacions agrícoles.

## Equipaments sanitaris i escolars
L'únic equipament sanitari que hi havia el 2009 era una farmàcia.
El 2009 hi havia 1 escola maternal i 1 escola elemental.

## Poblacions més properes
El següent diagrama mostra les poblacions més properes.